# Korpisaari (ö i Finland, Södra Savolax, S:t Michel, lat 61,27, long 26,70)
Korpisaari är en ö i Finland. Den ligger i sjön Vuohijärvi och i kommunen Mäntyharju i den ekonomiska regionen  S:t Michel och landskapet Södra Savolax, i den södra delen av landet, 150 km nordost om huvudstaden Helsingfors. Öns area är 2,1 hektar och dess största längd är 220 meter i nord-sydlig riktning.